# Michael Foreman
Michael James Foreman (Columbus, 29 marzo 1957) è un ex astronauta e ufficiale statunitense. Ha partecipato alle missioni Shuttle STS-123 e STS-129 rispettivamente nel 2008 e 2009.

## Biografia

### Istruzione e carriera militare
Nato a Columbus in Ohio e cresciuto a Wadsworth, dopo le scuole superiori ha conseguito un Bachelor degree in ingegneria aerospaziale nell'Accademia Navale statunitense nel 1979 e un Master degree in ingegneria aeronautica nella Naval Postgraduate School nel 1986. Successivamente ha condotto ricerche nel laboratorio NASA Ames Research Center
Assegnato come Assistant Air Operations Officer sulla portaerei USS Coral Sea (CV-43) stanziata a Norfolk in Virginia. Inoltre, ha volato come pilota E-2. Selezionato alla U.S. Naval Test Pilot School nel 1989, si è diplomato a giugno 1990 ed è stato assegnato al Force Warfare Aircraft Test Directorate. In seguito è stato impiegato come istruttore di volo e ufficiale delle operazioni su molti aerei, tra cui l'F/A-18 Hornet, P-3, T-2, T-38, U-21, U-6 e X-26. Nel 1993 è stato spostato al Naval Air Systems Command a Crystal City in Virginia come capo ingegnere per il progetto dell'aereo T-45 Goshawk.
Successivamente è stato assegnato come Military Director nel Research and Engineering Group per la Naval Air Warfare Center Aircraft Division, e contemporaneamente ha lavorato nel progetto NASA Advanced Orbiter Cockpit. Durante quel periodo è stato selezionato per l'addestramento da astronauta.

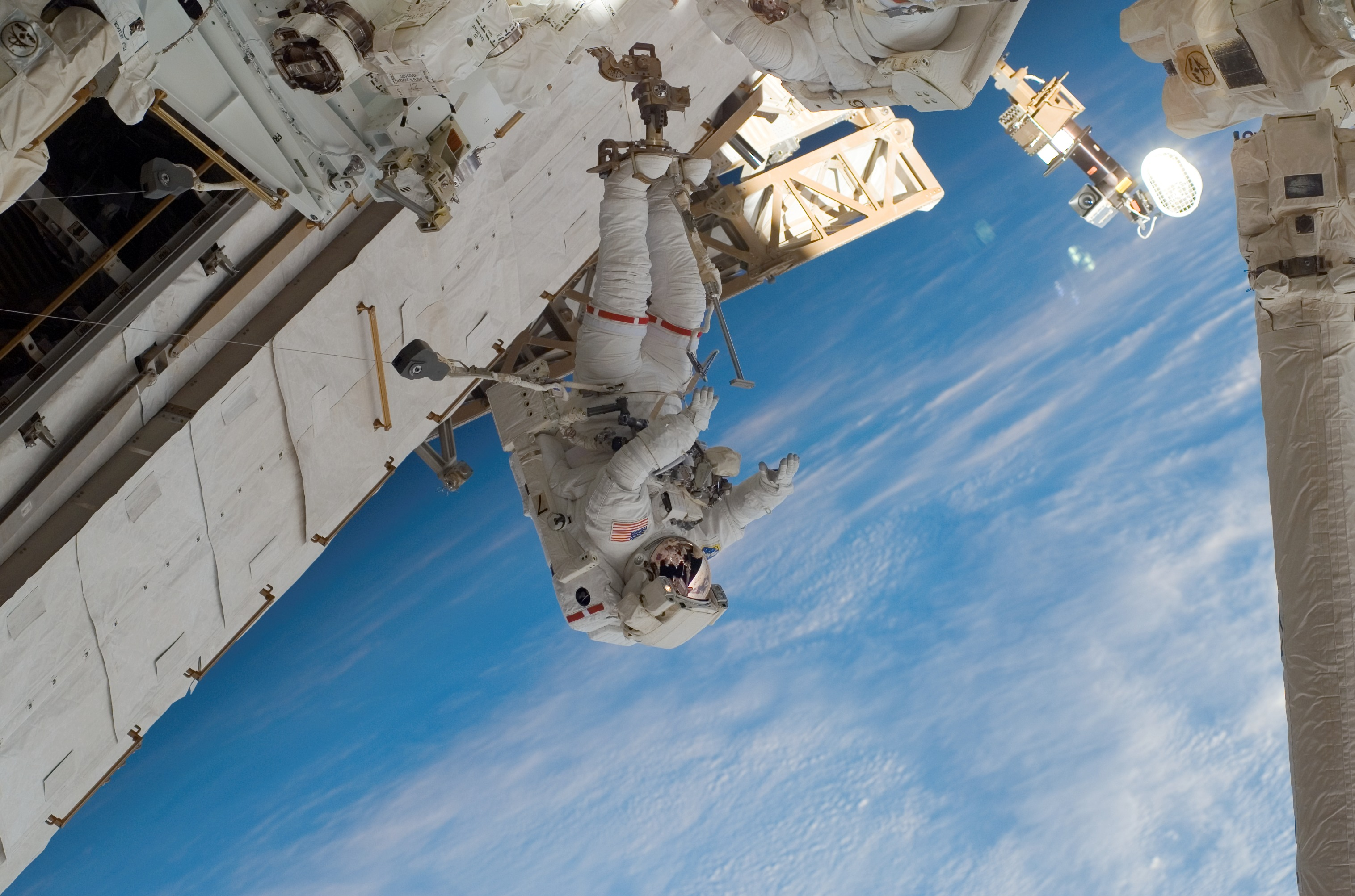
Foreman durante la seconda passeggiata spaziale nella missione STS-123

### Carriera alla NASA
Dopo essere stato selezionato dalla NASA come candidato astronauta a giugno 1998, ha iniziato l'addestramento nell'agosto dello stesso anno. In seguito è stato prima assegnato a compiti tecnici nell'Astronaut Office Space Station Branch, e successivamente nello Space Shuttle Branch. Ha volato a bordo dello Space Shuttle Endeavour nella missione STS-123 in qualità di specialista di missione. A bordo della Stazione spaziale internazionale ha contribuito all'installazione di alcuni componenti del Japanese Experiment Module e dello Special Purpose Dexterous Manipulator, un braccio robotico di costruzione canadese.